# Adachi (Tokyo)
Adachi (足立区?, Adachi-ku) è un quartiere speciale a nord del centro di Tokyo. Confina a nord con le città di Kawaguchi, Sōka e Yashio nella prefettura di Saitama, a sud con i quartieri speciali di Kita, Arakawa e Katsushika. Il quartiere è attraversato a sud dal fiume Arakawa mentre il fiume Sumida divide Adachi dai quartieri sudoccidentali.

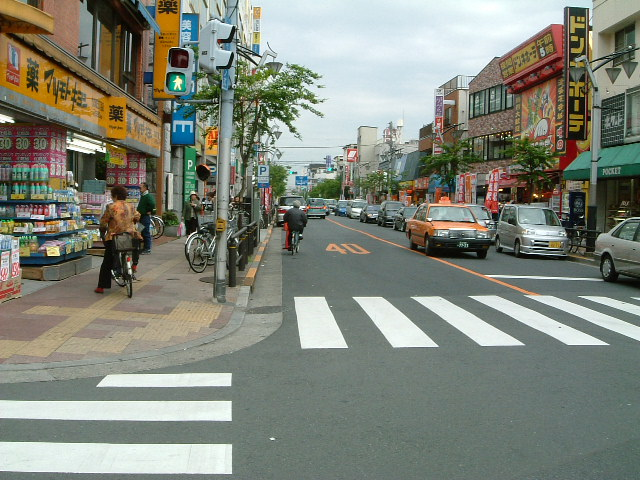
Uno scorcio del quartiere. Takenotsuka, maggio 2006.

Al 1º aprile 2008 il quartiere era abitato da 654 466 persone, con una densità di 12 140 persone/km² su un'area di 53,20 km².
Il quartiere è attraversato dalla importante superstrada urbana di Tokyo, dalla linChiyoda line e dalla Joban line, tramite la stazione di Ayase.

## Storia

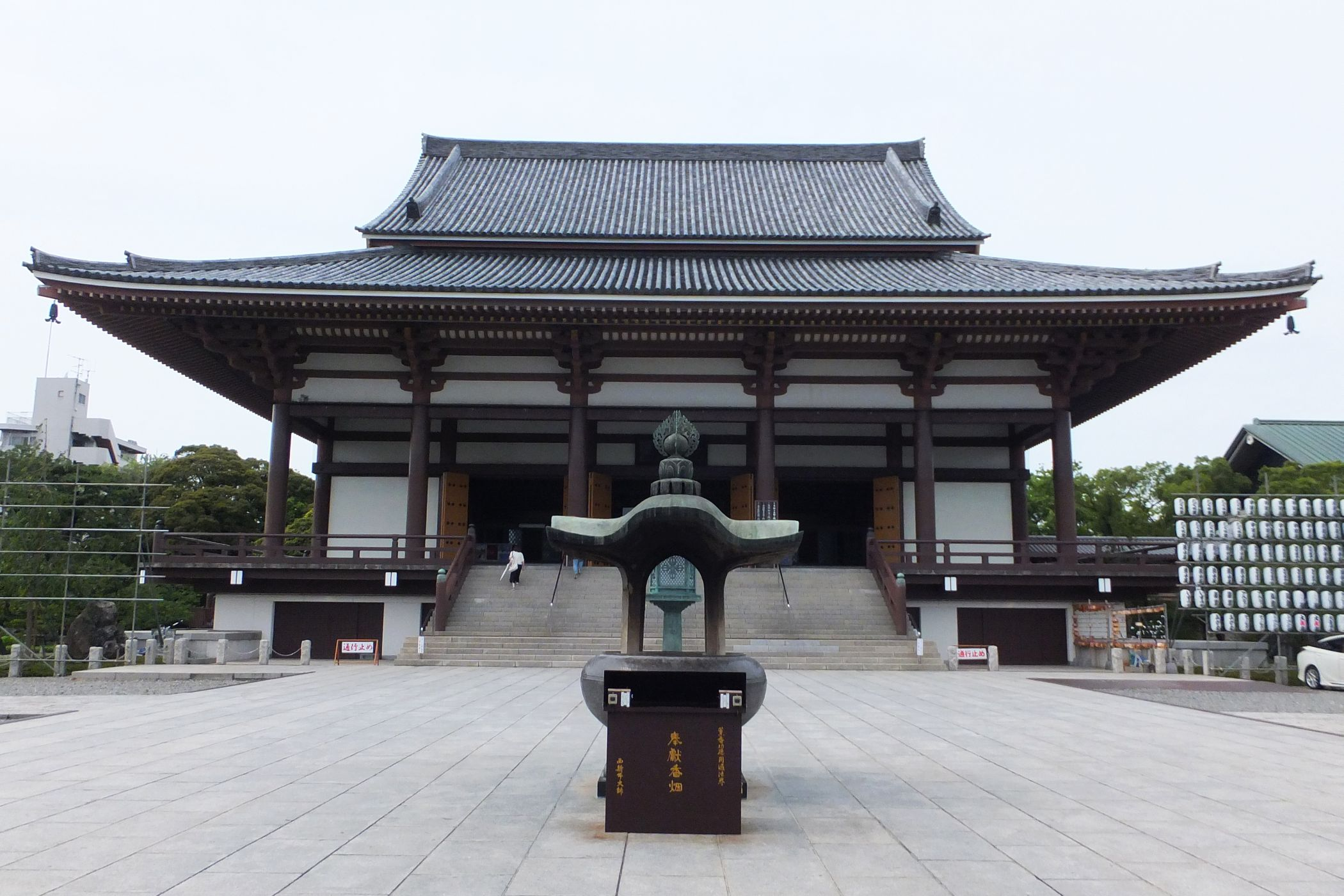
Il tempio Nishiarai Daishi.

Nell'826 (epoca Heian) venne fondato il tempio Nishiarai Daishi. Durante il periodo medievale, dalla metà del periodo Muromachi al periodo Sengoku, era un feudo del clan Chiba. Nell'ultima parte del periodo Sengoku, quando il territorio fu ampliato a causa degli sconvolgimenti del periodo, divenne dominio del clan Odawara Hojo (clan Go-Hojo), che aveva sotto il proprio controllo il clan Chiba. Nel 1594 venne costruito il grande ponte Senju. Nel periodo Edo il quartiere era diviso fra l'amministrazione dello shogunato Tokugawa e parte sotto l'amministrazione del tempio Kan'ei-ji (ora ad Ueno). Adachi ospitava anche Senju-shuku, una delle quattro stazioni di posta della Nikkō Kaidō e della Mito Kaidō. Nel 1932 Adachi divenne quartiere della città di Tokyo. Il 15 marzo 1947 divenne quartiere speciale della metropoli di Tokyo secondo la legge di autonomia locale.

## Quartieri
Area di Ayase
- Adachi
- Aoi
- Ayase
- Kōdō
- Nishi Ayase

Area di Fuchie
- Higashi Hokima
- Higashi Rokugatsu-chō
- Hodzuka-chō
- Hokima
- Nishi Hokima
- Rokuchō
- Rokugatsu
- Takenotsuka

Area di Hanahata
- Hanahata
- Kahei
- Kitakaheichō
- Minami Hanabatake
- Mutsuki
- Nishi Kahei
- Shinmei
- Shinmei Minami
- Tatsunuma
- Yanaka

Area di Higashi Fuchie
- Higashi Ayase
- Nakagawa
- Ōyata
- Sano
- Tōwa

Area di Ikō
- Higashi Ikō
- Ikō
- Ikōhon-chō
- Nishi Ikō
- Nishi Ikōchō
- Nishi Takenotsuka

Area di Kōhoku
- Horinouchi
- Kaga
- Kōhoku
- Miyagi
- Nitta
- Odai
- Saranuma
- Shikahama
- Tsubaki
- Yazaike

Area di Nishi Arai
- Motoki
- Motoki Higashi-machi
- Motoki Kita-machi
- Motoki Minami-machi
- Motoki Nishi-machi
- Nishi Arai
- Nishi Arai Honchō
- Ōgi
- Okino
- Sekihara

Area di Senju
- Hinodemachi
- Senju
- Senju Motomachi
- Senju Akebono-chō
- Senju Asahi-chō
- Senju Azuma
- Senju Hashido-chō
- Senju Kawahara-chō
- Senju Kotobuki-chō
- Senju Midori-chō
- Senju Miyamoto-chō
- Senju Naka-chō
- Senju Nakai-chō
- Senju Ōkawa-chō
- Senju Sakuragi
- Senju Sekiya-chō
- Senju Tatsuta-chō
- Senju Yanagi-chō
- Yanagihara

Area di Toneri
- Iriya
- Iriya-chō
- Kojiya
- Kojiya Honchō
- Toneri
- Toneri Kōen
- Tonerimachi

Area di Umejima
- Chūō Honmachi
- Hirano
- Hitotsuya
- Kurihara
- Nishi Arai Sakae-chō
- Shimane
- Umeda
- Umejima

## Città gemellate
- Città di Belmont (Australia Occidentale) (dal 1º ottobre 1984)
- Uonuma (dal 1982)
- Yamanouchi (dal 1982)
- Kanuma (dal 1992)

## Trasporti

### Ferrovie
- JR East
  - Linea Jōban:
    - Stazioni Kita-Senju - Ayase
- Ferrovie Tōbu
  - Linea Tōbu Isesaki (Linea Tobu Skytree):
    - Stazione di Horikiri - Stazione di Ushida - Stazione di Kita-Senju - Stazione di Kosuge - Stazione di Gotanno - Stazione di Umejima - Stazione di Nishiarai - Stazione di Takenotsuka
- Keisei Electric Railway
  - Linea Keisei principale:
    - Stazione di Senju-Ōhashi - Stazione di Keisei Sekiya
- Tokyo Metro
  - H Linea Hibiya:
    - Stazione di Kita-Senju

  - C Linea Chiyoda:
    - Stazioni Kita-Senju - Ayase - Kita-Ayase
- Metropolitan Intercity Railway Company
  - Tsukuba Express:
    - Stazione Kita-Senju - Stazione di Aoi - Stazione di Rokuchō
- Ufficio metropolitano del trasporto di Tokyo
  -  Nippori-Toneri liner:
    - Stazioni Adachi-Odai - Ōgi-ōhashi - Kōya - Kōhoku - Nishiaraidaishi-nishi - Yazaike - Toneri-kōen - Toneri - Minumadai-shinsuikōen

### Strade
- Shuto Expressway